# 936 Kunigunde
936 Kunigunde је астероид главног астероидног појаса са пречником од приближно 39,56 .
Афел астероида је на удаљености од 3,688 астрономских јединица (АЈ) од Сунца, а перихел на 2,568 АЈ. 
Ексцентрицитет орбите износи 0,179, инклинација (нагиб) орбите у односу на раван еклиптике 2,369 степени, а орбитални период износи 2021,288 дана (5,533 година). 
Апсолутна магнитуда астероида је 10,00 а геометријски албедо 0,112.
Астероид је откривен 8. септембра 1920. године.